# Севернокитайски леопард
Севернокитайски леопард (Panthera pardus japonensis) е хищен бозайник, член на семейство Коткови, подвид на леопарда. Обитава района на северен Китай. Подобно на много видове азиатски животни и този е класифициран като застрашен според Международният съюз за защита на природата.

## Описание
Подобно на северния си братовчед амурски леопард и севернокитайския е със сходна окраска и дължина на косъма. Космената покривка е по-тъмна на цвят и малко по-къса от тази на амурския леопард. Мъжките са с тегло около 50 kg, а женските 32 kg.

## Хранене
В менюто му влизат основно елени и диви свине, но се храни и с птици, гризачи и насекоми.

## Разпространение
Днес местообитанията на леопарда са много фрагментирани, но в миналото те са били обширни простиращи се от централен Китай при Ланджоу, на север до южните планини на Гоби, достигащ на изток до Харбин.

## Размножаване
Севернокитайските леопарди се разгонват през месеците януари и февруари. Бременноста продължава 105 - 110 дни като ражда 2 - 3 малки. Тежат близо половин килограм и проглеждат към десетия ден след раждането си. Малките остават със своята майка до 20 - 24 месечна възраст.

## Социален живот
Подобно на всички останали подвидове и севернокитайският е самотно животно образуващо двойки по време на брачния период и групи от майки със своите малки. Представителите на двата пола са териториални като територията на мъжките се припокрива с тази на няколко женски.